# Meaza Ashenafi
Meaza Ashenafi (Assosa, Benishangul-Gumuz, 1964) es una activista etíope de derechos de la mujer, fundadora de la Asociación Etíope de Mujeres Abogadas,  de la Comisión Económica Nacional Unidas para África, consultora de las Naciones Unidas en materia de derechos de las mujeres, una de las fundadoras del Enat Bank, ganadora del Premio africano para el Liderazgo otorgado por el proyecto Hunger en 2003, y nominada para el Premio Nobel de la Paz de 2005.

## Biografía
Meaza Ashenafi creció a 800 km de Addis Abeba, en Assoa, una zona remota en el oeste de Etiopía con cuatro hermanos y cuatro hermanas.  Se casó con Araya Asfaw, con quien tiene dos hijas. 
Asistió a la Escuela Primaria de Asosa, y luego a la Escuela Superior de la misma ciudad. En 1981 inició estudios en la Universidad de Adís Abeba, y a partir de 1986 estudió en la Escuela de Derecho de esa universidad. Con el apoyo de la cátedra de derechos humanos de la UNESCO, completó una maestría en 2005 con un enfoque en Relaciones Internacionales y una licenciatura en Estudios de la Mujer de la Universidad de Connecticut. 

## Trayectoria
Trabajó en la Constitución de Etiopía, aprobada en 1985 luego de años de monarquía y la posterior guerra civil, logrando que las mujeres sean iguales ante la ley en ese país.
Para las elecciones de Etiopía de 2000, apoyó en cooperación con EWLA (Asociación etíope de mujeres abogadas) a 30 mujeres en la candidatura a un escaño en el parlamento. Aunque ninguna de las mujeres resultó elegida, las candidaturas produjeron atención sobre cuestiones de igualdad de género y participación. 
Ashenafi es cofundadora de Enat Bank (julio de 2011), con 64% de accionistas mujeres y cuyo enfoque son los préstamos a los empresarios de los países en desarrollo.

## Premios y reconocimientos
- 2003 Premio al liderazgo en África otorgado por el proyecto Hunger, con sede en Nueva York.[1]
- 2005 Nominada para el Premio Nobel de la Paz, por su lucha por los derechos femeninos.[1]
- 2008 International Women of Courage Award otorgado por los Estados Unidos[1]

## Meaza Ashenafi en el cine
- 2015: Difret, película basada en su trabajo por los derechos femeninos.[5]